# Eduard Schweickhardt
Eduard Schweickhardt (* 27. Oktober 1805 in Tübingen; † 5. Juni 1868 ebenda) war ein württembergischer Ökonom, Hochschullehrer und Politiker.

## Leben
Schweickhardt war ein Sohn des Konditors Jakob Conrad Schweickhardt und dessen Ehefrau Juliana Friederike, geb. Fischer. Er studierte von 1823 bis 1826 Philosophie und Bergbau an der Universität Tübingen und wurde anschließend Hüttenschreiber in Abtsgmünd. Ab 1834 war er Tübinger Stadtrat. Seit 1838 war er – zusammen mit seinem Bruder Heinrich – Mühlenmitbesitzer in Tübingen. Mit der Arbeit Das Eisen in historischer und national-ökonomischer Beziehung wurde er 1841 an der Staatswissenschaftlichen Fakultät der Universität Tübingen zum Dr. oec. publ. promoviert und war dann dort Privatdozent an der Fakultät.
Von 1844 bis 1849 war Schweickhardt Abgeordneter in der Zweiten Kammer sowie 1849 und 1850 bei den drei Verfassungsrevidierenden Landesversammlungen der Württembergischen Landstände. Am 5. März 1848 nahm er an der Heidelberger Versammlung der 51 teil, dann wurde er im April 1848 Mitglied des Vorparlaments in Frankfurt am Main. Im Juni 1848 initiierte er die sogenannte Schweickhardt'sche Riesenpetition, die mit 12.000 Unterschriften als die erste Massenpetition Württembergs gilt.

## Schriften
- Das Eisen in historischer und national-ökonomischer Beziehung, Dissertation, Tübingen 1841 (GVK).
- Beitrag zur Erörterung der württembergischen Eisenbahnfrage, Tübingen: Osiander, 1844 (K10plus).
- Die Hopfenpflanzung der Stadt Tübingen, beleuchtet durch die Allmand-Commission, Tübingen: Riecker, 1853 (K10plus).